# Opération Hurricane
L'opération Hurricane désigne l'essai de la première bombe atomique britannique le 3 octobre 1952 faisant de ce pays la troisième puissance nucléaire mondiale.

## Caractéristiques
L'essai a été réalisé dans les îles Montebello, à environ 130 kilomètres au large de la côte de Pilbara dans l'ouest de l'Australie. La bombe était installée à bord d'une ancienne frégate de la classe River, le HMS Plym (K271), et a explosé quelques secondes avant 9 h 30 heure locale (23 h 59 min 24 s UTC). 
L'engin, qui n'a pas été conçu ni utilisé comme arme, a utilisé du plutonium d'origine britannique et canadienne et avait une conception similaire à la bombe américaine Fat Man.
Elle a servi à créer la bombe pour avion Blue Danube, dont les premiers exemplaires opérationnels sont livrés à partir de novembre 1953 et qui aura été construite à 58 exemplaires jusqu'en 1958.